# Slag bij Mine Creek
De Slag bij Mine Creek vond plaats op 25 oktober 1864 in Linn County, Kansas tijdens de Amerikaanse Burgeroorlog. Deze slag is ook gekend als de Slag bij de Osage. Twee divisies van de Zuidelijke generaal-majoor Sterling Price werden verslagen door twee brigades onder de Noordelijke kolonels Frederick Benteen en John Finis Philips.

## Achtergrond
In de herfst van 1864 leidde de Zuidelijke generaal-majoor Sterling Price een raid in Missouri. Na een reeks van schermutselingen en veldslagen werd Price verslagen in de Slag bij Westport door de Noordelijke generaals-majoor Samuel R. Curtis en Alfred Pleasonton. Price trok zich terug in Zuidelijke richting achtervolgd door Pleasontons cavalerie.
Prices leger werd vertraagd door een grote bagagetrein waar de voorraden en buit mee vervoerd werd en die ongeveer 500 karren besloeg. Bij Marais des Cygnes werd Price aangevallen door twee Noordelijke brigades waarbij ongeveer 100 Zuidelijken krijgsgevangen werd gemaakt en twee kanonnen veroverd werden. Price werd gedwongen om zich verder terug te trekken. De Noordelijken zetten hun achtervolging opnieuw in nadat ze zelf met enige moeite de wassende rivier hadden overgestoken.

## De slag
Negen kilometer ten zuiden van de Marais des Cygnes rivier haalden de brigades van Benteen en Philips het Zuidelijke leger opnieuw in terwijl Price de Mine Creek overstak. De zwaar beladen karren hadden het moeilijk om de wassende rivier over te steken. Price stelde zijn soldaten op ten noorden van de Creek om de Noordelijke aanval op te vangen.
De divisie van brigadegeneraal James F. Fagan nam de linkerflank voor zijn rekening en John S. Marmaduke de rechterflank. Er werden acht kanonnen opgesteld om de Zuidelijke slaglinie te ondersteunen. De brigade van brigadegeneraal William Lewis Cabell vormde de reserve. Price zelf was meegegaan met de bagagetrein en zijn derde divisie om Fort Scott, Kansas in te nemen waar broodnodige voorraden lagen. Het fort lag 30 km verderop in zuidelijke richting.
De Noordelijke troepen bestonden uit Philips’ brigade met drie regimenten van de Missouri State Militia Cavalry en Benteens brigade met de 10th Missouri Cavalry, de 4th Iowa Cavalry en de 3rd Iowa Cavalry versterkt met twee compagnieën van de 7th Indiana Cavalry en 4th Missouri Cavalry of 2.600 soldaten. Voor hen stonden 7.000 Zuidelijke soldaten.
Hoewel de Noordelijken ver in de minderheid waren viel de cavalerie onmiddellijk aan. Kolonel Philips aarzelde eerst maar werd door Benteen aangespoord om tot de aanval over te gaan. Benteen viel het Zuidelijke centrum aan terwijl Philips de linkerflank voor zijn rekening nam. Toen Fagan en Marmaduke met de plotse aanval geconfronteerd werden, bleven ze te paard (in plaats van af te stijgen zoals de gewoonte was) waardoor dit een van de grootste cavaleriegevechten werd uit de Burgeroorlog.
De Noordelijke aanval eindigde bijna in een ramp toen de 10th Missouri Regiment ongeveer halfweg onverwachts halt hield. Het was pas toen majoor Abial R. Pierce van de 4th Iowa Cavalry naar voor reed en de manschappen aanmoedigde dat de aanval werd verder gezet. De voorste Zuidelijke linie stortte in als een kaartenhuisje. Er heerste veel verwarring op het slagveld omdat veel Zuidelijke soldaten buitgemaakte Noordelijke uniformen droegen. Generaal-majoor Marmaduke werd gevangengenomen door een gewone soldaat James Dunlavy. Ook generaal Cabell werd samen samen met 1.000 anderen eveneens gevangengenomen.
Hoewel de Zuidelijken veel meer soldaten hadden, werden ze gepakt in snelheid en vuurkracht. De gevechten duurden nog geen half uur. Toen Price arriveerde was de slag zo goed als gevochten. Fagan probeerde zijn soldaten te hergroeperen ten zuiden van de Creek maar kon zijn stellingen niet houden en trok zich verder terug naar een kleine heuvel. Door een gebrek aan ondersteunende artillerie kon ook deze stelling niet verdedigd worden. Benteens brigade viel de heuvel aan waarop Fagans soldaten het op een lopen zetten.

## Gevolgen
De zuidelijken verloren 1.200 soldaten tegenover slechts 100 Noordelijke slachtoffers. Benteen en Philips bleven de Zuidelijken achtervolgen wat later op de dag zou resulteren in de Slag bij Marmiton River.